# Detlef Schmidt (Politiker)
Detlef Schmidt (* 23. Dezember 1882 in Lüchow; † 9. Januar 1951 in Hameln) war ein deutscher Kommunalbeamter. Er war Oberbürgermeister von Neumünster und Hameln.

## Leben
Schmidt, ein Sohn des damaligen Amtsgerichtsrats Louis Schmidt in Lüchow, begann an der Ruprecht-Karls-Universität Heidelberg Rechtswissenschaft zu studieren. Im Mai 1901 wurde er im Corps Vandalia Heidelberg recipiert. Als Inaktiver wechselte er an die Ludwig-Maximilians-Universität München und die Georg-August-Universität Göttingen. Er bestand 1904 am Oberlandesgericht Celle das Referendarexamen und wurde 1910 Gerichtsassessor. Als solcher war er in Rodenberg und bei den Stadtverwaltungen in Osnabrück und Flensburg tätig. 1911 wurde er Stadtrat in Neumünster. Am Ersten Weltkrieg nahm er als Hauptmann der Reserve bei der 2. Garde-Reserve-Division teil. Für sein Wirken erhielt Schmidt neben beiden Klassen des Eisernen Kreuzes und des Friedrich-August-Kreuzes das Lippische Kriegsverdienstkreuz.
1919 wurde er Oberbürgermeister von Neumünster. Nach Ablauf der Amtszeit 1931 wurde er nicht wiedergewählt, blieb aber noch zwei Jahre kommissarisch im Amt. Von 1933 bis 1945 war er Oberbürgermeister von Hameln. Im Jahre 1941 meldete er sich freiwillig für den aktiven Wehrdienst. Von Oktober 1941 bis August 1943 war er Kommandant der Kreiskommandantur 728 in Sens. Dort war er auch verantwortlich für die Selektion und Deportation von Zwangsarbeitern in die Konzentrations- und Arbeitslager, wofür er 1943 mit dem Kriegsverdienstkreuz II. Klasse mit Schwertern ausgezeichnet wurde. Danach schied er als Major der Reserve a. D. aus.
In seiner Zeit als Oberbürgermeister veranlasste er die Ausschmückung der  Stadt für Hitlers Propagandafahrten durch Hameln und überreichte ihm mit dem „Gelöbnis unwandelbarer Treue“ den Ehrenbürgerbrief auf dem Reichserntedankfest 1934. Im Jahre 1939 war er aktiv an der Beseitigung der jüdischen Gemeinde in Hameln beteiligt. In einer Anhörung vor einem deutschen Entnazifizierungsausschuss 1946 gab er an, dass er seit 1933 Mitglied der N.S.D.A.P. gewesen sei und der SA als Ober-Sturmführer angehört habe. Die Control Commission for Germany/British Element hat ihn als „Ardent Nazi supporter“ zunächst in die Kategorie "M", später in "Cat. IV" eingestuft.
Sein jüngster Sohn Georg Dietrich gilt seit dem 17. Oktober 1943 als in Melitopol verschollen.